# 李义府
李義府（614年—666年），字不詳，瀛州饒陽（今河北饒陽）人。父李德盛，隋西城郡守，唐魏州刺史。

## 生平
李義府生於隋煬帝大業十年（614年），自小聰慧，貞觀八年（634年）受劍南道巡察大使李大亮舉薦，補門下省典儀。經劉洎、馬周等極力荐舉，任監察御史，隔年又兼太子舍人，加崇賢館直學士，其文名與時任太子司議郎來濟齊名。任太子舍人其間，李義府獻《承華箴》，詞藻華美，受太子賞賜布帛四十匹，並令其參與預撰《晉書》。
高宗永徽六年（655年），李義府被太尉長孫無忌厭惡，上疏建言將其貶為壁州司馬，敕旨從中書省發往門下省時，中書舍人王德儉因與李義府交好而向其密告。為求自救，李義府率先支持废王立武而得到高宗重视。史書形容此時的李義府“貌狀溫恭，與人語必嬉怡微笑”，笑裏藏刀，人號“李貓”。顯慶元年（656年），洛州有一婦人淳于氏因通姦入獄，李義府垂涎其姿色，暗中勾結大理丞畢正義將其釋放並收為情婦，後事機敗露，畢正義自殺，御史王義方上書彈劾，反被李義府仗勢貶逐出京。顯慶二年（657年）初，李義府兼中書令、檢校御史大夫，加太子賓客，進封河間郡公；顯慶四年（659年）八月，兼吏部尚書、同中書門下三品。
高宗龍朔三年（663年）初，李義府升右相。因聽信陰陽師杜元紀蠱惑，李義府開始利用權勢大肆斂財，收受賄賂甚至公然買賣官職，使得朝野不滿，遭右金吾倉曹參軍楊行穎告發其“窺覘災眚，陰懷異圖”，司刑太常伯（即刑部尚书）劉祥道等人負責審理，由於李義府權勢過大，司空李勣負責監審。審後以瀆職、洩密等罪名，於同年底將李義府全家長流巂州（今四川西昌）。李義府被流放後，有人做《河間道行軍元帥劉祥道破銅山大賊李義府露布》四處張貼（露布：捷報）。
高宗乾封元年（666年），大赦天下，獨限長流人不許還，李義府憂憤而死。李義府著有文集三十卷以及《宦遊記》二十卷，多已佚失，僅於清代欽定全唐文、御定全唐詩中各有少數收錄。上元元年（674年），高宗再次大赦天下，李義府妻、兒得以返回洛陽。
武周如意元年（692年），武則天以李義府在永徽年間有輔佐之功為由，追贈揚州大都督，同時被追贈的還有永徽年間支持武則天為后的許敬宗、崔義玄、王德儉、侯善業與袁公瑜等六人；長安元年（701年），武則天又賜李義府等六家後裔各兩百五十到三百戶不等的實封。唐睿宗景雲元年（710年），六家實封被停。

### 家庭
史書載李義府共有五子一女，太子右司议郎李津、率府长史李洽、千牛备身李洋、左领军卫大将军，赵国公李湛、武周桂坊司直李澤，以及少府主簿柳元贞妻李氏。

## 延伸阅读
[在维基数据编辑]
 在维基文库阅读此作者作品
 《舊唐書·卷82》，出自刘昫《舊唐書》
 《新唐書·卷223上》，出自《新唐書》